# Botallackite
La botallackite est une espèce minérale du groupe des halogénures et du sous-groupe des oxy-halogénures, de formule Cu2Cl(OH)3, pouvant contenir du zinc.

## Historique de la description et appellations

### Inventeur et étymologie
La botallackite a été décrite en 1865 par A.H. Church. Son nom lui vient de sa localité-type : la mine Botallack, dans les Cornouailles, en Angleterre.

### Topotype
- Wheal Cock, Botallack Mine, Botallack, Botallack - Pendeen Area, St Just District, Cornouailles, Angleterre[3].
- Les échantillons de référence sont déposés au musée d'histoire naturelle de Londres, ainsi qu'à l'université Harvard, à Cambridge (Massachusetts).

## Caractéristiques physico-chimiques

### Critères de détermination
La botallackite se trouve le plus souvent sous forme de cristaux tabulaires ou aplatis entrelacés atteignant rarement plusieurs millimètres.

### Variétés et mélanges
- Brombotallackite Cu2Br(OH)3, variété de botallackite contenant du brome.

Il existe une confusion possible : la botallackite peut contenir du zinc et alors se confondre avec la kapellasite, cependant, son rapport Zn/Cu n'atteint jamais celui de la kapellasite.

### Cristallochimie
La botallackite est un polymorphe de l'atacamite, de la clinoatacamite et de la paratacamite.
Elle fait partie du groupe de la clinoatacamite selon la classification de Strunz :
| Minéral        | Formule        | Groupe ponctuel | Groupe d'espace |
| -------------- | -------------- | --------------- | --------------- |
| Belloïte       | Cu(OH)Cl       | 2/m             | P21/a           |
| Botallackite   | Cu2[(OH)3\|Cl] | 2/m             | P21/m           |
| Clinoatacamite | Pb5(VO4)3Cl    | 2/m             | P21/n           |

### Cristallographie

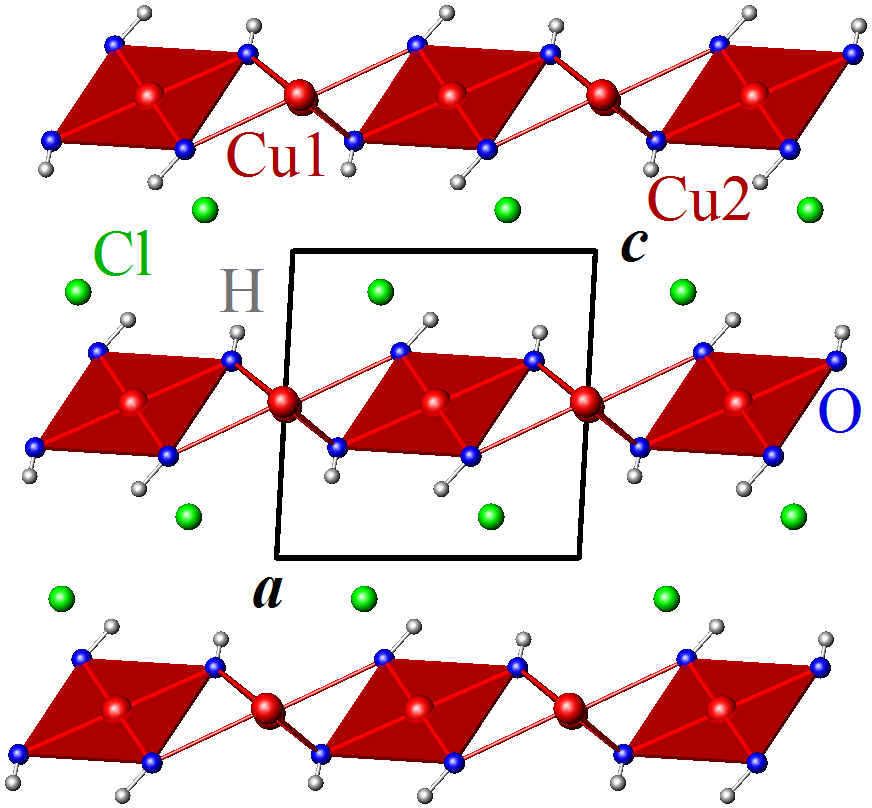
Structure de la botallackite, projetée sur le plan (a, c). Rouge : Cu, vert : Cl, bleu : O, gris : H. Le parallélépipède noir représente la maille conventionnelle.

| La botallackite cristallise dans le système cristallin monoclinique, de groupe d'espace P21/m (Z = 2 unités formulaires par maille conventionnelle). - Paramètres de la maille conventionnelle : {\displaystyle a} = 5,717 Å, {\displaystyle b} = 6,126 Å, {\displaystyle c} = 5,636 Å, β = 93,07° ; V = 197,1 Å3 - Masse volumique calculée = 3,60 g/cm3 Les ions Cl− ont une coordination trigonale antiprismatique (3+3) de cuivre et d'hydrogène. Les ions Cu2+ sont situés sur deux sites non-équivalents, Cu1 et Cu2. Cu1 est en coordination octaédrique déformée (5+1) de groupes hydroxyles (OH) et de chlore, Cu2 est en coordination octaédrique déformée (4+2) d'OH et Cl. Les groupes octaédriques de cuivre sont reliés entre eux par leurs arêtes. |

La distribution des longueurs de liaison dans les octaèdres Cu1Cl(OH)5 et Cu2Cl2(OH)4, quatre liaisons Cu-O courtes entre 1,92 Å et 2,00 Å et deux liaisons Cu-O et Cu-Cl plus longues entre 2,37 Å et 2,79 Å, est typique de l'effet Jahn-Teller rencontré dans les composés de Cu(II) et permet une description alternative de la structure en termes de groupes plans carrés Cu(OH)4.
Dans cette description, les groupes Cu1(OH)4 sont reliés par leurs arêtes et forment des chaînes planes le long de la direction b, avec un angle de liaison Cu-O-Cu de 100,4°. Les groupes Cu2(OH)4 sont reliés par un sommet et forment des chaînes en zigzag, également le long de la direction b, avec un angle de liaison Cu-O-Cu de 105,6°. Les chaînes Cu1(OH)2 et Cu2(OH)3, parallèles, sont reliées par deux sommets d'une arête d'un groupe Cu1(OH)4, formant des triangles isocèles d'ions Cu2+.

### Propriétés physiques
La connaissance exacte de la configuration géométrique des porteurs de moment magnétique (ici, les ions Cu2+, de spin 1/2) dans un matériau est essentielle pour comprendre ses propriétés magnétiques. Dans les oxydes de Cu(II), les interactions magnétiques entre spins ont en général lieu par superéchange via les atomes d'oxygène, puisqu'il y a recouvrement des orbitales atomiques du cuivre et de l'oxygène. Les angles de liaison Cu-O-Cu jouent un rôle important dans la nature des interactions magnétiques. Comme les angles de liaison dans la botallackite sont supérieurs à 90°, les interactions le long des deux types de chaînes sont antiferromagnétiques. Cependant, la configuration triangulaire de spins entre les chaînes peut, selon la force des différentes interactions, entraîner une frustration magnétique, empêchant un ordre à longue distance des spins. Des mesures en température de la susceptibilité magnétique ont montré qu'en dessous de TN = 7,2 K, la botallackite présente un système antiferromagnétique ordonné.

## Gîtes et gisements

### Gîtologie et minéraux associés
La botallackite se trouve dans les gisements cuprifères, dans les zones d'évaporation de l'eau de mer ou à forte concentration en chlore, c'est aussi un produit d'altération des sulfures des dépôts sous-marins des fumeurs noirs.
Minéraux associés :
- Atacamite, paratacamite (Botallack mine, Cornouailles, Angleterre et Bisbee, Arizona, États-Unis) ;
- Gypse, brochantite, connellite (Dalbeattie, Écosse).

### Gisements producteurs de spécimens remarquables
- Allemagne

Herzog Julius smelter (slag locality), Astfeld, Goslar, Monts Harz, Basse-Saxe
- Angleterre

Wheal Cock, Botallack Mine, Botallack, Botallack - Pendeen Area, St Just District, Cornouailles
- Autriche

Gratlspitz Mt., Brixlegg - Rattenberg, Brixlegg - Schwaz area, Vallée de Inn, Tyrol du Nord, Tyrol
- Océan Atlantique

Dorsale médio-atlantique, Trans-Atlantic Geotraverse (TAG) hydrothermal field, Trans-Atlantic Geotraverse (TAG) hydrothermal field
- Écosse

Sandyhills Bay (Southwick Cliffs), Dalbeattie, Dumfries & Galloway (Kirkcudbrightshire)
- États-Unis

Southwest Mine, Bisbee, Warren District, Monts Mule, comté de Cochise, Arizona
Eagle Picher mine, Creta, Comté de Jackson, Oklahoma
- France

Mine de Cap Garonne, Le Pradet, Var, Provence-Alpes-Côte d'Azur
La Fonderie (lieu-dit), Poullaouen, Finistère, Bretagne